# آنا دنیسنکو
آنا دنیسنکو (انگلیسی: Anna Denisenko؛ زادهٔ ۱۴ اکتبر ۱۹۸۹) بازیکن فوتبال اهل بلاروس است.